# Wagner István (kertészmérnök)
Wagner István (Felvinc, 1932. február 1. – Arad, 2017. december 13.) erdélyi magyar kertészmérnök, növénynemesítő, gyümölcstermesztési és kertészeti szakíró.

## Életútja
Középiskolai tanulmányait Székelyudvarhelyen, a Kertészeti Középiskolában végezte (1951), kertészmérnöki diplomát a bukaresti Kertészeti Főiskolán szerzett (1956). Doktori tézisét, amely az almaalanyok nemesítési technikájának javításával és gyorsításával foglalkozott, 1971-ben védte meg a craiovai egyetemen.
1956-tól a kolozsvári Gyümölcsészeti Kutatóállomáson dolgozott, ahonnan I. fokú főkutatóként vonult nyugalomba 1997-ben. Közben 1980–85 között a kolozsvári Kertészeti Főiskola előadótanára is volt.

## Munkássága
Kutatómunkájának eredményeit több mint 100 tudományos dolgozatban, tanulmányban: a Lucrările Ştiinţifice ale Institutului de Pomicultură, Lucrările Ştiinţifice ICHV, Grădina, Via şi Livada, Berichte der DAL (Berlin), Canadian Rose Annual szakfolyóiratokban és nemzetközi szakkonferenciákon (Budapest, Toronto, Brüsszel, Oszaka, Drezda, Frankfurt am Main) közölte. Öt gyümölcs- és 42 rózsafajtát nemesített, amelyekért külföldön díjakat kapott (Róma 1973, Hradec Králové 1978).
Társszerkesztőként működött közre A gyümölcstermesztő kézikönyve (Bukarest, 1975), a Pomologia R. P. R. (Bukarest, 1967–72), az Îndrumătorul pomicultorului (Bukarest, 1975), a Pepiniera de pomi (Bukarest, 1986) című munkákban. Társszerzőként (Réthy Bélával) jegyzi: A Keszthelyi Agrártudományi Egyetem Keszthelyi Mezőgazdaságtudományi Karának nemesített növény-, és állatfajtái; Agrártudományi Egyetem, Keszthely, 1978. Főműve a rózsákról írott közel 300 oldalas monográfia (Trandafirul – de la mit la mileniul trei. Bukarest, 2002), ezt az illatos rózsákról szóló kötet követte (Trandafiri cu parfum. Kolozsvár, 2010.)
Alapítója és főszerkesztője a Rosarium c. rózsaszaklapnak, amelyben szintén számos írása jelent meg.
1990-ben megalapította a kolozsvári székhelyű Rózsabarátok Romániai Egyesületét (Asociaţia Amicii Rozelor din România), amelynek mint civil, nonprofit egyesületnek negyedszázadon át alapító-elnöke, majd tiszteletbeli elnöke volt. A szervezet 1400 tagot számlál és 14 fiókja van az egész országban; tagja a Rózsatársaságok Világszövetségének.
Részt vett a Baden-Badenben (1983), Torontóban (1985), Christchurch-ben (Új-Zéland, 1994), Brüsszelben (1997), Houstonban (2000), Glasgow-ban (2003), Oszakában (2006), Vancouverben (2009), Sandtownban (2012) és Lyonban (2015) tartott rózsa-világkongresszusokon, több alkalommal mint meghívott előadó. Dél-Afrikába és Ausztráliába szervezett szakmai kirándulásokat (2007-ben, 2008-ban).
A Rózsatársaságok Világszövetsége a houstoni (2000) kongresszusán Rózsa Világdíjjal tüntette ki hosszas és eredményes tevékenységéért, 2006-ban pedig, az oszakai világkongresszuson, egyik alelnökévé választotta.